# ミシェル・モルガネッラ
ミシェル・モルガネッラ（Michel Morganella,1989年5月17日- ）は、スイスのサッカー選手。ポジションはDF(RSB)、MF(RMF)。

## 経歴
イタリア人の父とスイス人の母を持つ。FCシオンのユースで育ち、2006年FCバーゼルに入団。U-21スイス代表にも招集され、2008/2009シーズンにはUEFAチャンピオンズリーグのピッチに立った。
2009年1月30日、イタリアのパレルモと4年半の契約を結び、パレルモでプレーする最初のスイス人選手となった。4月19日のボローニャ戦でセリエAデビューを果たした。2010年より2部のノヴァーラに期限付き移籍。2010-11シーズンは、チームの55年ぶりのセリエA昇格に貢献した
2011年1月31日よりパブロ・ゴンサレスのパレルモ移籍に伴い共同保有に変更されている。2011-12シーズンはプレシーズンにスイスU-21代表としてU-21欧州選手権を戦い、準優勝。ノヴァーラでも低迷するチームの中にあって不動のレギュラーとして1年間戦い抜くと、そこでの活躍からスイス代表に初めて招集された。2012年5月30日のルーマニアとの親善試合でA代表デビュー。ロンドンオリンピックにおけるスイス代表にも招集されたが、7月29日に対韓国戦に敗れた後に同試合でFWパク・チュヨンからモルガネッラが受けたファウル(接触プレー。足を踏まれて転倒した)に関して、Facebook上で韓国人から「ダイブ」である等の批判その他過激かつ大量の書き込みを受けたことに逆上し、ツイッター上で韓国人に対する差別的な発言を行ったとしてスイスオリンピック委員会より出場資格を剥奪され、モルガネッラは選手団から追放された。
2012-13シーズンよりパレルモに復帰することになっている。

## 所属クラブ
- FCバーゼル 2006-2009
- USチッタ・ディ・パレルモ 2009-2018

→ ノヴァーラ・カルチョ(loan) 2010-2012
- FC Rapperswil-Jona 2018-2019
- カルチョ・パドヴァ 2019
- ASリヴォルノ・カルチョ 2019-2020
- FCキアッソ 2020-